# Okazujcie cierpliwość!

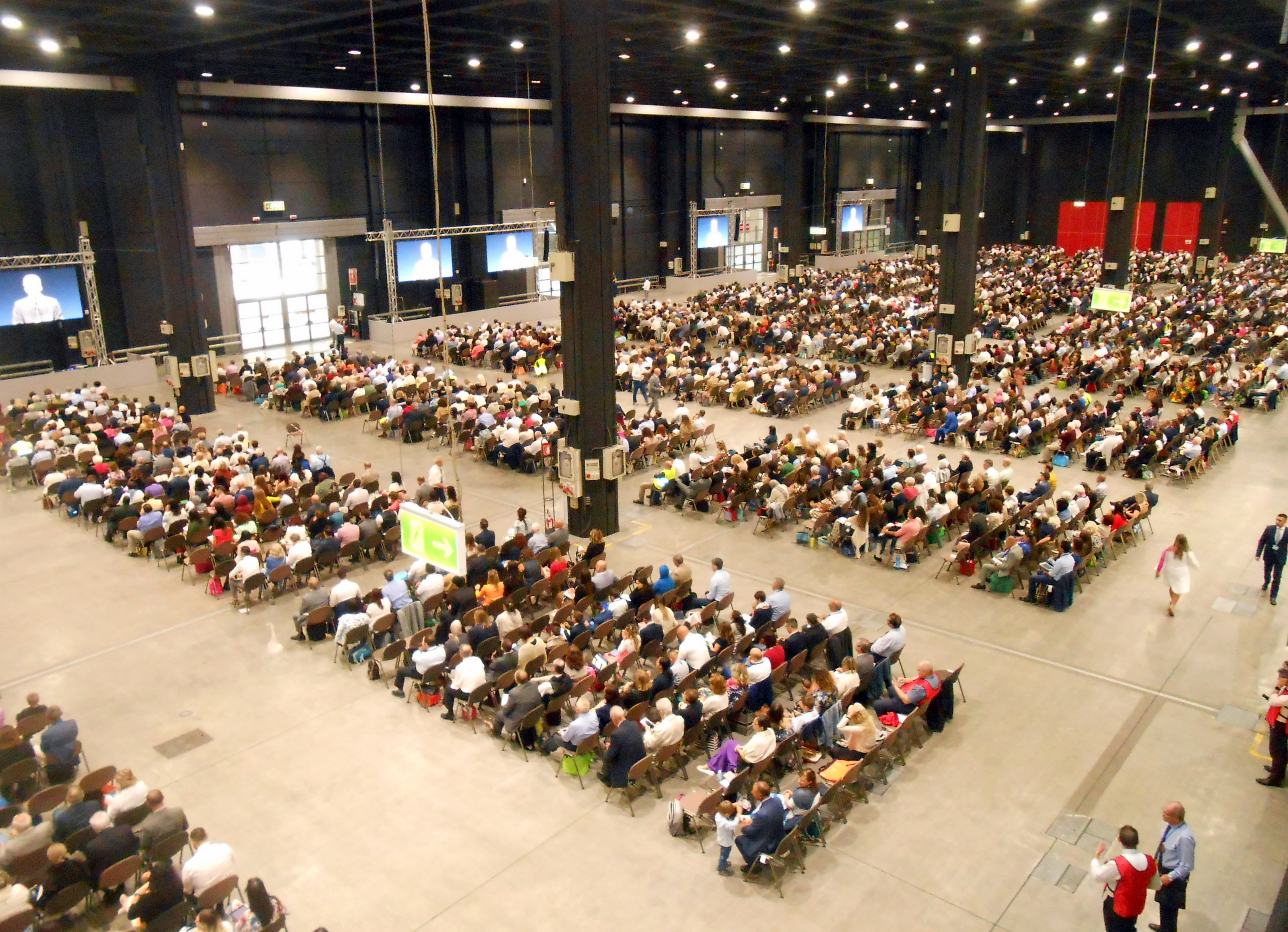
Kongres regionalny ph. Okazujcie cierpliwość! (Mediolan, Włochy, 2023)

Okazujcie cierpliwość! – ogólnoświatowa seria trzydniowych kongresów (dużych spotkań religijnych), zorganizowanych przez Świadków Jehowy. Kongresy rozpoczęły się w maju 2023 roku na półkuli północnej, a zakończyły się w grudniu 2023 roku na półkuli południowej.
W trakcie serii odbyło się ponad 6000 kongresów regionalnych w przeszło 200 krajach i była pierwszą przeprowadzoną z osobistym udziałem obecnych od marca 2020 roku, gdyż ze względu na pandemię COVID-19 przez kolejne trzy lata kongresy przeprowadzano zdalnie. Dla osób niewidomych i niedowidzących w 92 językach przygotowano nagrania z audiodeskrypcją.

## Kongresy regionalne na świecie
Kongresy regionalne zorganizowano w ponad 200 krajach.

### Polska

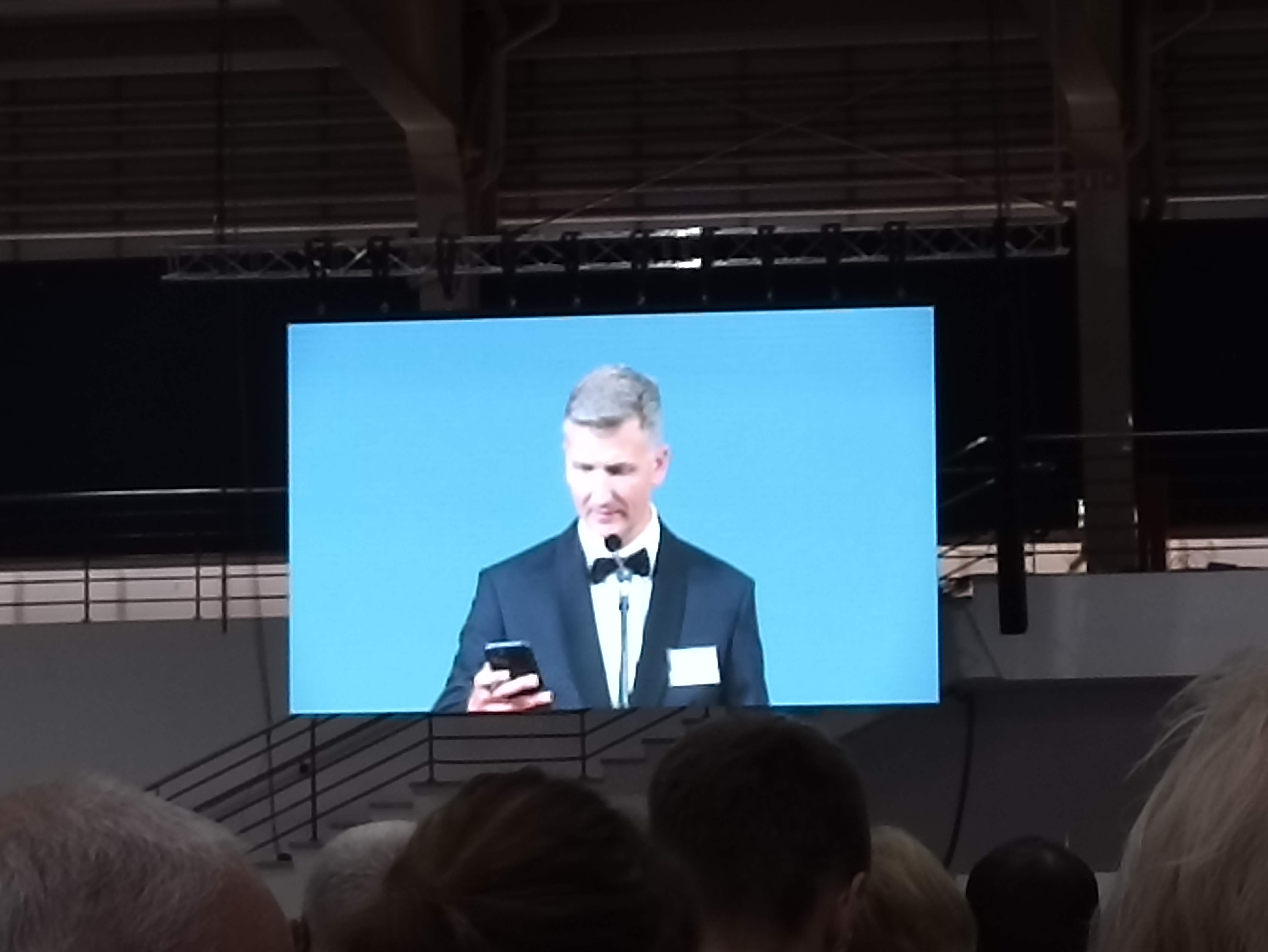
Mówca kongresowy widoczny na ekranie (Poznań, 2023)

Zorganizowano 29 kongresów (w 20 obiektach w 18 miastach, w 5 językach: polskim, angielskim, rosyjskim (dwa), ukraińskim (dwa) i polskim migowym). Ochrzczono 793 osoby.

#### Białystok
Stadion Miejski; 7–9 lipca. Prawie 3500 obecnych z Podlasia i północno  wschodnich Mazur, 22 osoby zostały ochrzczone.

#### Gdańsk
Ergo Arena; 28–30 lipca.

#### Kielce
Targi Kielce; 28–30 lipca. Ponad 3 tysiące obecnych.

#### Koszalin
Hala Widowiskowo-Sportowa; 30 czerwca–2 lipca. Ponad 3500 obecnych.

#### Lublin
Arena Lublin; 7–9 lipca 2023. Ponad 7500 obecnych. 43 osoby zostały ochrzczone. Ponad 1800 wolontariuszy przygotowało stadion do kongresu i brało udział w jego przebiegu.

#### Lubin
Hala widowiskowo-sportowa RCS w Lubinie; 21–23 lipca. Ponad 3000 obecnych, 21 osób zostało ochrzczonych.

#### Łódź
Atlas Arena; 14–16 lipca. Ponad 6000 obecnych. 31 osób zostało ochrzczonych. W pracach porządkowych przed kongresem brało udział 1639 wolontariuszy.

#### Opole
Stegu Arena; 21–23 lipca.

#### Ostrów Wielkopolski
3MK Arena; 21–23 lipca. Ponad 2500 obecnych, 25 osób zostało ochrzczonych.

#### Płock
Orlen Arena; 7–9 lipca. Ponad 3000 obecnych, 14 osób zostało ochrzczonych.

#### Poznań
Międzynarodowe Targi Poznańskie; 7–9 lipca.

#### Rzeszów
Hala Podpromie; 30 czerwca–2 lipca.

#### Sosnowiec
Centrum Kongresowe Świadków Jehowy; siedem kongresów regionalnych. 
30 czerwca–2 lipca;
7–9 lipca;
14–16 lipca
21–23 lipca
28–30 lipca
4–6 sierpnia, w języku ukraińskim
11–13 sierpnia, w języku rosyjskim. 
W sumie ponad 28 tysięcy osób z południowej Polski skorzystało z kongresów w Sosnowcu, ochrzczono 793 osoby.

#### Szczecin
Netto Arena; 28–30 lipca.

#### Toruń
Arena Toruń; 28–30 lipca 2023 roku.

#### Warszawa
Kongres regionalny w języku polskim, rosyjskim i ukraińskim odbył się na stadionie Legii Warszawa (23–25 czerwca) oraz w języku angielskim (23–25 czerwca) i polskim języku migowym (28–30 lipca) w Sali Zgromadzeń w Warszawie.

#### Wrocław
Tarczyński Arena; 30 czerwca–2 lipca. Ponad 7300 obecnych, 43 osoby zostały ochrzczone.

#### Zgorzelec
PGE Turów Arena; 7–9 lipca. Ponad 2200 obecnych, 9 osób zostało ochrzczonych

#### Zielona Góra
Hala MOSiR; 14–16 lipca. Prawie 4000 obecnych, ponad 20 osób zostało ochrzczonych.

### Gruzja
30 czerwca podczas kongresu regionalnego w Zugdidi, Dżoni Szalamberidze, członek Komitetu Oddziału w Gruzji ogłosił wydanie Biblii — Ewangelii według Mateusza w języku megrelskim. Jest to pierwsza księga biblijna wydana w tym języku. Z programu skorzystało 627 osób.

### Indie
29 października dokonano zamachu bombowego podczas kongresu regionalnego zorganizowanego w Zamra International Convention Centre w Kalamassery koło Koczin. Osiem osób zginęło, a co najmniej 55 osób zostało rannych. 4 listopada indyjskie Biuro Oddziału zorganizowało specjalne spotkanie dla 21 zborów uczestniczących w kongresie, na którym doszło do eksplozji. Z programu w miejscowej Sali Królestwa skorzystało prawie 200 osób, a kolejnych 1300 osób za pośrednictwem wideokonferencji, nagranie udostępniono też rannym osobom, które pozostały w szpitalu.

### Demokratyczna Republika Konga
29 sierpnia Mark Sanderson, członek Ciała Kierowniczego, w czasie kongresu regionalnego w Kinszasie, ogłosił wydanie zrewidowanego Pisma Świętego w Przekładzie Nowego Świata w języku lingala. Poza tym ogłoszono wydanie części tego przekładu w językach alur, kituba, nandi, pende, songe i uruund. Na stadionie narodowym Stade des Martyrs zgromadziło się 75 715 osób. Kolejne 219 457 osób skorzystało z transmisji wideo tego programu w 53 Salach Zgromadzeń i innych miejscach.

### Kolumbia
18 sierpnia podczas kongresu regionalnego w Maicao, Giacomo Maffei z Komitetu Oddziału w Kolumbii ogłosił wydanie Chrześcijańskich Pism Greckich w Przekładzie Nowego Świata (Nowy Testament) w języku wayuunaiki.

### Malawi
18 sierpnia podczas kongresu regionalnego w Lilongwe, Kenneth Cook z Ciała Kierowniczego ogłosił wydanie zrewidowanego Pisma Świętego w Przekładzie Nowego Świata w języku czewa. Specjalnego przemówienia wysłuchało 77 112 osób na dwóch stadionach i w obiektach kongresowych. Program był transmitowany przez telewizję satelitarną „JW”.

## Niektóre punkty programu
- Materiał filmowy: „Zdaj się na Jehowę” (dwie części) (Psalm 37:5)[79][80]
- Słuchowisko: Dawid czekał na Jehowę (1 Samuela 24:2–15; 25:1–35; 26:2–12; Psalm 37:1–7)[81]
- Publiczny wykład biblijny: Czy Bóg odpowie na twoje modlitwy?(Izajasza 64:4)

Przygotowano ponad 50 przemówień, wywiadów i materiałów filmowych. Program miał na celu odpowiedzieć na pytania: Czym tak naprawdę jest cierpliwość? I jak cierpliwość może wpływać na nasze codzienne życie?
W piątek program oparto na 1 Koryntian 13:4 — „Miłość jest cierpliwa”, w sobotę na 1 Tesaloniczan 5:14 — „Wobec wszystkich bądźcie cierpliwi”, a w niedzielę na Izajasza 30:18 — „Jehowa cierpliwie czeka, żeby okazać wam łaskę”.

## Kampania informacyjna
Kongresy poprzedziła trzytygodniowa ogólnoświatowa kampania informacyjna – kolejna tego rodzaju, polegająca na rozpowszechnianiu specjalnych zaproszeń na kongresy zorganizowane w ponad 200 krajach. Wstęp na kongresy był wolny, również bez zaproszeń.